# أعين الخوارزمي
أعين الخوارزمي راوي حديث مجهول من صغار التابعين. روى له البخاري في الأدب المفرد.

## روايته للحديث النبوي
- روى عن: أنس بن مالك.
- روى عنه: أَبُو سلمة موسى بْن إِسْمَاعِيل.[1]
- الجرح والتعديل: قال أبو حاتم الرازي: «مجهول»، وروى له البخاري في الأدب المفرد.[1]